# 의사의 통지
의사의 통지는 의사를 외부에 표시하지만 표의자가 어떤 법률효과의 발생을 원했다는 것과는 무관하게 법률에 의해 일정한 법률효과를 부여하는 법률사실이다. 의사의 통지의 예로는 각종 최고와 거절을 들 수 있다. 의사표시와 관념의 통지와 비교되는 개념이다.
의사의 통지의 예로는 무능력자의 상대방의 최고, 채권신고의 최고, 선택채권에서의 선택의 최고, 해제권 행사 여부의 최고, 무권대리인의 본인의 추인 거절, 무권대리인의 상대방의 최고, 시효중단사유의 최고, 채무이행의 최고, 무능력자의 상대방의 거절, 변제수령의 거절 등이 있다.

## 참조 문헌
1. ↑  곽윤직; 김재형 (2013). 《민법총칙 [민법강의 I]》 9판. 박영사. 247쪽. ISBN 979-11-303-2519-4.

## 같이 보기
- 관념의 통지
- 민법